# رافاييل لاورو
رافاييل لاورو هو صحفي وسياسي إيطالي، ولد في 10 فبراير 1944 في سورينتو في إيطاليا. نشط حزبياً في حزب شعب الحرية. وقد انتخب عضو مجلس الشيوخ الإيطالي ‏.